# 1018 (numero)
Millediciotto (1018) è il numero naturale dopo il 1017 e prima del 1019.

## Proprietà matematiche
- È un numero pari.
- È un numero composto da 4 divisori: 1, 2, 509, 1018. Poiché la somma dei suoi divisori (escluso il numero stesso) è 512 < 1018, è un numero difettivo.
- È un numero semiprimo.
- È un numero malvagio.
- È un numero intero privo di quadrati.
- È un numero di Ulam.
- È parte delle terne pitagoriche (440, 918, 1018), (1018, 259080, 259082).

## Astronomia
- 1018 Arnolda è un asteroide della fascia principale del sistema solare.
- NGC 1018 è una galassia nella costellazione della Balena.

## Astronautica
- Cosmos 1018 è un satellite artificiale russo.